# Hemidactylus kushmorensis
Hemidactylus kushmorensis es una especie de gecos de la familia Gekkonidae.

## Distribución geográfica
Es endémica del Sind (Pakistán).